# Anisogaster longulus
Anisogaster longulus är en skalbaggsart som beskrevs av Leon Fairmaire 1897. Anisogaster longulus ingår i släktet Anisogaster och familjen långhorningar.
Artens utbredningsområde är Madagaskar. Inga underarter finns listade i Catalogue of Life.